# Ataru Nakamura
Ataru Nakamaru (中村 中?, Nakamaru Ataru; Tokyo, 28 giugno 1985) è una cantautrice e attrice giapponese precedentemente affiliata a Avex Trax.

## Biografia
Ataru Nakamura è nata il 28 giugno 1985 a Sumida, Tokyo. I suoi genitori divorziarono quando era piccola e fu cresciuta dalla madre. Nakamura iniziò a studiare musica molto presto, imparando da sola a suonare il pianoforte all'età di dieci anni e iniziando a scrivere le sue canzoni a quindici anni.
È nata come ragazzo, ma si è sottoposta alla transizione di genere. Ha fatto coming out pubblicamente nel 2006.

## Stile Musicale
Nakamura è nota per cantante in due stili che alterna: il primo stile è un sound rock/pop moderno, il secondo stile è ispirato all'enka; finora le sue ballate in questo stile sono state i suoi più grandi successi.

## Discografia

### Studio album
- Ten Made Todoke (2007)
- Watashi o Daite Kudasai (2007)
- Ashita wa Haremasu Yō ni (2009)
- Shōnen Shōjo (2010)
- Kikoeru (2012)
- Sekai no Mikata (2014)
- Kyonen mo, Kotoshi mo, Rainen mo (2015)
- Rutsubo (2018)
- Mijuku Mono (2020)